# Alfredas Antanas Basevičius
Alfredas Antanas Basevičius ist ein litauischer Beamter und ehemaliger Politiker und  Vizeminister.

## Leben
Am 18. April 1990 ernannte die litauische Premierministerin Kazimira Prunskienė Basevičius zum Stellvertreter des Kommunikationsministers im Kabinett Prunskienė. Ab 4. Dezember 1991 war er kommissarischer Kommunikations- und Informatik-Minister.  Am 31. Dezember 1991 ernannte der litauische Premierminister Gediminas Vagnorius Basevičius zum Stellvertreter des Kommunikations- und Informatik-Ministers im Kabinett Vagnorius I. Am 1. Juni 1994 entlastete der litauische Premierminister Adolfas Šleževičius Basevičius als Stellvertreter des Kommunikations- und Informatik-Ministers im Kabinett Šleževičius. 2013 arbeitete er als stellvertretender Direktor des Postdepartaments und danach als Postdepartamentsdirektor bei Ryšių reguliavimo tarnyba in Vilnius.
Er leitet den Verein Lietuvos informatikos, ryšių ir elektronikos bendrija.